# Diplazon orbitalis
Diplazon orbitalis är en stekelart som först beskrevs av Cresson 1865.  Diplazon orbitalis ingår i släktet Diplazon och familjen brokparasitsteklar. Inga underarter finns listade i Catalogue of Life.